# Кристиан Хайнрих фон Зайн-Витгенщайн-Берлебург
Кристиан Хайнрих фон Сайн-Витгенщайн-Берлебург (на немски: Christian Heinrich zu Sayn-Wittgenstein-Berleburg; * 12 декември 1753 в Берлебург; † 4 октомври 1800 в ловната къща Рьоспе близо до Берлебург) е граф и от 1792 г. княз на Сайн-Витгенщайн-Берлебург.
Той е син на граф Лудвиг Фердинанд фон Зайн-Витгенщайн-Берлебург (1712 – 1773) и съпругата му графиня Фридерика Кристиана София фон Изенбург-Бюдинген-Филипсайх (1721 – 1772), дъщеря на Вилхелм Мориц II фон Изенбург-Бюдинген-Филипсайх и Амалия Луиза фон Дона-Лаук.

## Фамилия
Кристиан Хайнрих фон Зайн-Витгенщайн-Берлебург се жени на 17 април 1775 г. за графиня Шарлота Фридерика Франциска фон Лайнинген-Вестербург-Грюнщат (* 19 август 1759, Грюнщат; † 22 януари 1831, Берлебург), дъщеря на Кристиан Йохан фон Лайнинген-Вестербург (1730 – 1770) и Кристиана Франциска Елеонора, вилд- и Рейнграфиня цу Грумбах, графиня фон Залм (1735 – 1809). Те имат 12 деца:
- Кристиан Лудвиг Вилхелм фон Зайн-Витгенщайн-Берлебург (18 март 1776 – 23 януари 1783)
- Фридрих Албрехт Лудвиг Фердинанд фон Зайн-Витгенщайн-Берлебург (12 май 1777 – 11 ноември 1851)
- Франц Август Вилхелм фон Зайн-Витгенщайн-Берлебург (11 август 1778 – 14 юли 1854), принц, пруски генерал-майор
- Фридрих Якоб фон Сайн-Витгенщайн-Берлебург (21 август 1779 – 31 март 1794)
- Георг Хайнрих Лудвиг фон Зайн-Витгенщайн-Берлебург (17 септември 1780 – 31 декември 1832)
- Карл Лудвиг Александер фон Зайн-Витгенщайн-Берлебург (7 ноември 1781 – 8 февруари 1865)
- Шарлота София Филипина (12 февруари 1783 – 11 март 1783)
- Каролина Фриедерика Якоба Луиза (1 февруари 1785 – 2 септември 1834)
- Йохан Лудвиг Карл фон Зайн-Витгенщайн-Берлебург (29 юни 1786 – 7 октомври 1866), женен за Мария Карстенс
- Август Лудвиг фон Зайн-Витгенщайн-Берлебург (6 март 1788 – 6 януари 1874), генерал на Насау, политик и държавен министър, женен 1823 г. за Франциска Мария Фортуната Алесина, направена фон Швайтцер (1802 – 1878)
- Кристиан Фридрих Максимилиан фон Зайн-Витгенщайн-Берлебург (26 април 1789 – 9 юни 1844), женен за Вилхелмина Шефер
- Вилхелм фон Зайн-Витгенщайн-Берлебург (5 юни 1791 – 9 февруари 1800)